# Alive in Hallowed Halls
Alive in Hallowed Halls es un álbum en vivo de la banda británica de rock progresivo Asia y fue publicado en 2001.   Este álbum es parte de los archivos personales del baterista Carl Palmer.
Fue grabado en directo durante un concierto que efectuaba la banda en Detroit, Míchigan, en los Estados Unidos en 1983. Este disco contiene la última presentación con el cuarteto original y fundador de la banda John Wetton, Geoff Downes, Carl Palmer y Steve Howe antes de la salida de Wetton, ya que este abandonó la banda tiempo después (aunque regresaría a la misma en 1985) y fue reemplazado por Greg Lake.

## Lista de canciones
| Side one |                                |                                                       |          |  |
| N.º      | Título                         | Escritor(es)                                          | Duración |  |
| 1.       | «Intro»                        |                                                       | 0:34     |  |
| 2.       | «Time Again»                   | John Wetton / Geoff Downes / Carl Palmer / Steve Howe | 5:46     |  |
| 3.       | «Wildest Dreams»               | Wetton / Downes                                       | 5:20     |  |
| 4.       | «Without You»                  | Wetton / Howe                                         | 5:50     |  |
| 5.       | «Midnight Sun»                 | Downes / Wetton                                       | 3:45     |  |
| 6.       | «Only Time Will Tell»          | Wetton / Downes                                       | 5:13     |  |
| 7.       | «Daylight»                     | Wetton / Downes                                       | 3:49     |  |
| 8.       | «The Smile Has Left Your Eyes» | John Wetton                                           | 5:30     |  |
| 9.       | «Keyboard Solo»                |                                                       | 2:57     |  |
| 10.      | «Don't Cry»                    | Wetton / Downes                                       | 3:59     |  |
| 11.      | «Open Your Eyes»               | Wetton / Downes                                       | 7:21     |  |
| 12.      | «Ride Easy»                    | Wetton / Howe                                         | 4:32     |  |

## Formación
- John Wetton — voz principal y bajo
- Geoff Downes — teclados y coros
- Carl Palmer — batería y percusiones
- Steve Howe — guitarra y coros